# Памятник Ивану Коневу (Прага)
Памятник маршалу Коневу (чеш. Pomník maršála Koněva) был торжественно открыт в Праге 6 в районе Бубенеч на площади Интербригад, рядом с улицей Югославских Партизан, 9 мая 1980 года как историческое напоминание о заслугах маршала И. С. Конева и войск 1-го Украинского фронта Красной армии в спасении Праги от разрушения нацистами во время Пражского восстания.
3 апреля 2020 года памятник был демонтирован по решению городских властей. Мэрия Праги связывает демонтаж памятника с ведущей ролью Конева в подавлении венгерского восстания (1956) и «Пражской весны» (1968), а жители города также с послевоенными арестами и депортациями чехословацких граждан русского происхождения, бежавших в эту страну от репрессий Иосифа Сталина. В ответ на эти действия 15 апреля 2020 года Общественным советом при Министерстве обороны Российской Федерации было предложено в переименовать в честь маршала станцию Московского метрополитена «Пражская», что, однако, противоречит  законодательству Москвы.

## История памятника

### Установка
Памятник был установлен 9 мая 1980 года на пражской площади Интербригад тогдашней Социалистической Чехословакии.
В создании этого памятника участвовали чехословацкие скульпторы Зденек Крыбус (автор статуи) и Вратислав Ружичка (автор памятника).

### Восстановление
В 2018 году памятник был восстановлен и были добавлены новые информационные таблицы с уточнением роли 1-го Украинского фронта в освобождении Богемии, и напоминанием о роли Конева в подавлении восстания в Венгрии 1956 года, решении Берлинского кризиса 1961 года, и в разведывательном исследовании для вторжения в Чехословакию 1968 года. Новые информационные таблицы были открыты в годовщину ввода войск 21 августа.
Посольство России и два чешских историка поставили под сомнение вышеупомянутую роль маршала в 1968 году. Он возглавлял разведывательную делегацию в мае 1968 года, но её доклад, по-видимому, не был решающим, и неизвестно, как Конев подходил к плану вторжения.

### Вандализм
За годы своего существования памятник неоднократно подвергался вандализму. Последний такой случай имел место в августе 2019 года, к 51-летию ввода войск стран Варшавского договора в Чехословакию. Неизвестные облили памятник красной краской и написали на памятной плите: «Нет кровавому маршалу! Не забудем». Староста городской части Прага 6 Ондржей Коларж отказался выделить средства на очищение памятника, сказав: «Видно, что на дворе август. Конев снова красный, как и каждый год. За последние несколько лет мы потратили сотни тысяч крон из бюджета Праги 6 на его очистку, ремонт и восстановление. Мы вновь поговорим с русскими и предложим им перенести памятник на территорию их посольства. Пока они не займут конструктивную позицию и продолжат лишь произносить фразы в духе нормализации о „переписывании истории“, статуя останется неочищенной».
Посольство России в Чехии назвало случившееся актом вандализма и направило ноту протеста в чешский МИД. МИД Чехии выразил сожаления в связи с инцидентом. Было начато полицейское расследование.
25 августа 2019 года чешские активисты частично отмыли памятник от краски.

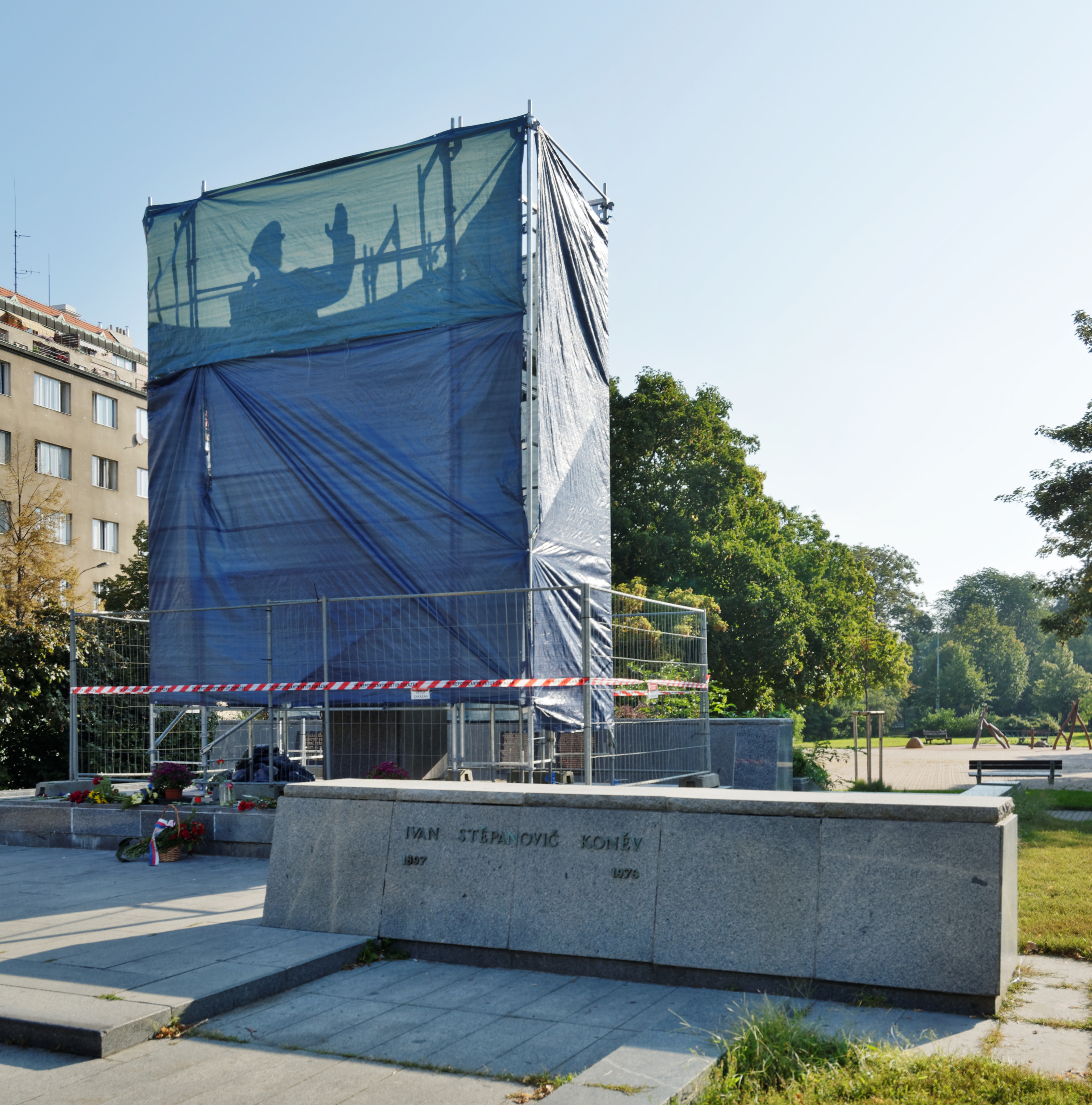
Накрытый памятник маршалу Коневу. Прага, 2019 год.

В пятницу 30 августа 2019 года до полудня по распоряжению властей городской части Прага 6 как владельца памятника вокруг монумента установили леса, на которых закрепили брезент, закрывающий скульптуру. Пресс-спикер Праги 6 Ондржей Шрамек пояснил, что «на данный момент это единственный эффективный способ защитить статую от дальнейших атак вандалов». В пятницу и субботу трижды предпринимались попытки снять брезент: в ту же пятницу первым в этом отметился активист Иржи Черногорский, затем ночью двое пьяных парней, а третьим в субботу стал шестидесятилетний мужчина. Во всех этих случаях сотрудники городской полиции вмешались и задержали соответствующих лиц, но полиция не прокомментировала, квалифицируются ли их действия как правонарушение. После первого снятия брезента на статую по решению владельца нанесли антиграффитизащитное покрытие. Леса сняли вечером во вторник, 3 сентября.

### Демонтаж
12 сентября 2019 года совет городской части постановил, что статуя маршала будет снята, перенесена в музей и на её месте будет установлен памятник освободителям Праги.
3 апреля 2020 года памятник был демонтирован. Произошло это на фоне распространения в стране COVID-19 и введённых для борьбы с ним карантинных мер. Староста городской части Прага 6 Ондржей Коларж на своей странице в facebook оставил следующую запись, связывающую демонтаж памятника с борьбой против COVID-19: «У него не было маски. Правила одинаковы для всех. Выходить на улицу можно только надев маску или другое средство, прикрывающее рот и нос».
На просьбу прокомментировать демонтаж памятника, пресс-секретарь российского президента Д. С. Песков ответил:
Мы не понимаем и не приемлем эти действия. Эта же наша позиция относится и к упомянутому вами памятнику. Мы сожалеем в этой связи и мы, конечно, предпочли бы всё-таки видеть этот памятник восстановленным — восстановленным или на чешской земле, жители которой, по нашему убеждению, должны быть благодарны этому человеку, или — если это потребуется — на русской земле.
Спустя несколько дней, 12 апреля, в интервью пражскому телеканалу iPrima чешский президент Милош Земан высказал своё отношение к произошедшему:
Считаю это смешным и глупым. Маршалу Коневу, который освободил не только Прагу, но он также освободил Освенцим, принадлежит место в Праге. Те, кто его скульптуру устраняет, ничего в своей жизни не достигли. Они завидуют тем, кто чего-то смог достичь. К сожалению, таких людей относительно много. Их  формирует ненависть и зависть.
Позже, на проведённой онлайн-лекции студентам МГИМО, помощник российского президента и одновременно председатель Российского военно-исторического общества (РВИО) В. Р. Мединский высказал мнение, что к сносу памятника причастны политики местного масштаба, которые так «вымещают свой комплекс неполноценности на великих людях прошлого, оскорбляя тем самым и россиян, и чешских патриотов, которые боролись с нацизмом, оскорбляют своих предков, которые цветами встречали освободителей – солдат маршала Конева».

### Уголовное дело в России
8 апреля министр обороны России С. К. Шойгу обратился к председателю Следственного комитета А. И. Бастрыкину с просьбой о привлечении к уголовной ответственности представителей государственных и местных органов власти зарубежных государств, которые причастны к сносу мемориальных сооружений, увековечивающих память погибших граждан Советского Союза. Из-за демонтажа памятника маршалу Коневу, Следственным комитетом России было возбуждено уголовное дело по ч. 3 ст. 354.1 УК РФ «Осквернение символов воинской славы России, совершенных публично». Следственный комитет получил от помощника российского президента и председателя РВИО В. Р. Мединского список лиц, ответственных за снос памятника Коневу в Праге.
МИД Чехии сделало заявление по факту возбуждения в России уголовного дела, в котором, в частности, говорится: «Преследование иностранным государством демократически избранных [чешскими избирателями] представителей [муниципальных властей] за их действия, связанные с выполнением [предоставленного избирателями] мандата, недопустимо. Российское законодательство, имеющее к тому же обратную силу, не будет исполняться в Чехии». МИД Чехии, в своём сообщении, также коснулся состояния военных мемориалов погибшим чехословакам, которые сражались против Советской власти в годы Гражданской войны: «Хочется напомнить российской стороне, что в то время, как Чешская Республика на своей территории надлежащим образом содержит 4224 военных захоронений, мемориалов и памятников <...> на территории Российской Федерации до сих пор не удалось, не смотря на многолетние переговоры на уровне местного самоуправления, разрешить вопрос обновления военных памятников павшим чехословацким легионерам в Самаре, Новокуйбышевске — Липягах и других местах».
В данном 12 апреля интервью пражскому телеканалу iPrima, президент Чехии Милош Земан хоть и расценил случившееся как глупость, но заявил, что официальная реакция российской стороны может рассматриваться как вмешательство во внутренние дела его страны: «Это вмешательство во внутренние дела, это контрпродуктивно несмотря на то, что снос памятника маршалу Коневу считаю глупостью». Возбуждение уголовного дела вызвало возмущение у мэра Праги Зденека Гржиба.

### Последующие события
Ондржей Коларж в начале мая написал Председателю Еврокомиссии Урсуле фон дер Ляйен письмо с жалобой на Россию. В нём он указал на то, что памятник является собственностью возглавляемого им муниципалитета и последний может распоряжаться им в соответствии с чешскими законами. По его мнению «акт снятия памятника с пьедестала вызвал неадекватную реакцию России, которая в реакции на это вполне легальное решение района Прага-6 решила реагировать угрозами и в целом ненадлежащим вмешательством во внутренние дела Праги-6, Праги как таковой, а в финале — целой Чешской Республики». По утверждениям Коларжа, его называют «гауляйтером», а российское посольство и её официальные деятели через социальные сети и сайты призывают жителей Чехии к расправе над причастными к сносу памятника. По словам Коларжа Россия, якобы, ведёт против Евросоюза гибридную войну. Своё письмо к Урсуле фон дер Ляйен он завершил просьбой и призывом, чтобы она приняла «решительные меры для того, чтобы России было ясно сказано, что такое поведение неприемлемо».
Незадолго до этого, 23 апреля, официальный представитель МИД РФ М. В. Захарова заявила, что демонтаж памятника не соответствует исполнению Договору о дружественных отношениях и сотрудничестве от 1993 года. Она сказала: «Статьёй 5 договора предусмотрен обширный механизм консультаций на различных уровнях, его можно было бы задействовать в этой связи». Вскоре, 5 мая, министр иностранных дел Чехии Томаш Петржичек сообщил: «мы передали российской стороне ноту с предложением начать консультации в соответствии с параграфом пять договора о дружеских отношениях и сотрудничестве между Чехией и РФ».
Демонтаж памятника в Праге спровоцировал в России ответные выпады в отношении связанных с Чехией объектов, в том числе диппредставительств. Члены национал-большевистской организации «Другая Россия» 5 апреля провели в Москве акцию возле здания чешского посольства, в ходе которой протестующие закрепили на его заборе транспарант с надписью «Стоп фашизму», а также бросили на территорию диппредставительства дымовую шашку. Ответом стала официальная нота, направленная чешским посольством Министерству иностранных дел России. Ещё одну акцию активисты «Другой России» провели 16 апреля возле Генерального консульства Чехии в Санкт-Петербурге. На этот раз они зажгли дымовую шашку перед входом в здание и развернули баннер с оскорбительным содержанием: «Конева на место, k..rvy». В связи с этой демонстрацией МИД Чехии также направил официальную ноту в МИД России. Позднее, в Челябинске вандализму подвергся памятник чехословацким легионерам («белочехам»), находящийся возле железнодорожного вокзала. Несколько человек развернули возле него плакат с надписью «За Конева ответите!», после чего стали кувалдой бить по памятной стеле.
В ночь на 9 мая на постаменте демонтированного памятника Коневу был установлен унитаз, который вскоре был убран муниципальными властями.

### Шпионский скандал
Начиная с конца апреля в Чехии стал раскручиваться шпионский скандал.
В апреле 2020 года мэр Праги Зденек Гржиб получил персональную охрану полиции в связи с опасениями покушения на его жизнь. По агентурным данным чешской стороны в Прагу прибыл агент неназванной российской спецслужбы с заданием убить Гржиба с помощью инъекции рицина. Россиянина, по данным чешского издания Respekt, забрала машина дипломатического корпуса РФ и отвезла в посольство. По данным пражской газеты Lidové noviny, дипломат, о котором предупредили спецслужбы, был сотрудником ФСБ под прикрытием. В анонимном сообщении утверждалось, что он мог везти с собой два яда, а не один. Вместе с рицином он мог перевозить и токсичный сакситоксин. Круглосуточную охрану полиции получили также старосты двух районов Праги — Ондрей Коларж (Прага-6) и Павел Новотны (Жепорье).
Журналисты чешского телеканала CT1 со ссылкой на свои источники 10 мая сообщили имя сотрудника российских спецслужб, подозреваемого в перевозке рицина для покушения на главу администрации Праги-6 Ондржея Коларжа и мэра Праги Зденека Гржиба. Им оказался и. о. руководителя представительства Россотрудничества в Чехии Андрей Кончаков.

## Мнения
В 2017 году Милош Земан высказал о памятнике такое мнение: «Я совершенно убеждён, что его памятник должен быть в Праге, как и множество других памятников тем, кто боролся за освобождение нашей страны…».

### 2019 год
В ночь на 22 августа 2019 года памятник Коневу облили красной краской. После очередного вандального акта в отношении памятника, дочь маршала, Наталья Ивановна сказала: «Это  оскорбление не только в отношении моего отца, но и тех солдат, которые воевали под его знаменами». Тогда же Ондржей Коларж заявил «Радио Прага»: «Происходящее однозначно указывает на то, что жители Праги-6 не хотят, чтобы тут стоял этот памятник… Моё личное мнение — надпись, которая появилась на памятнике, правдиво говорит о человеке, который там изображен. Это дополняют и информационные таблички, которые мы там разместили. Кроме того, я не вижу смысла расходовать деньги жителей Праги-6 на что-то, что они не хотят у себя видеть».
После того, как 12 сентября совет городской части принял решение о снятии памятника и перенесении его в музей, последовали заявления как с российской, так и с чешской стороны. По мнению научного директора Российского военно-исторического общества, специалиста по Великой Отечественной войне, историка М. Ю. Мягкова «историческая слепота поразила многих деятелей Восточной и Центральной Европы». Он поставил под сомнение, что это рефлексия 1968 года, когда в Чехословакию вошли войска Организации Варшавского договора. По его словам, «просто программа в учебниках Чехии построена так, что СССР представлен только в виде агрессора». По заключению М. Ю. Мягкова: «Чехи совершенно забыли о том, что Чехия превратилась в протекторат Богемии и Моравии в 1938 году, а из Чехословакии сделали марионеточное государство. Они забывают о том, что чешские заводы Шкода, ЧКД трудились на Вермахт, поставляли ему танки „Тигр“, которые давили наших курсантов под Москвой, а так же авиационные моторы. Они совершенно забывают, что танки Конева прорвались на помощь Пражскому восстанию 1945 года и спасли многие тысячи чешских жизней. Они забывают, что в составе Красной армии воевал сначала чешский батальон в 1943 году, потом бригада, а потом корпус, который участвовал в освобождении Праги. То есть они предают и плюют в собственную историю, потому что во властных структурах преобладает пещерная русофобия. Но есть в Чехии и Европе другие силы, которые прекрасно знают и понимают свою историю, поэтому они протестуют против сноса памятников советским солдатам».
Депутат от оппозиционной Чешской пиратской партии Ян Липавский назвал статую «памятником коммунизма». Член Европарламента коммунистка Ивана Невлудова призвала положить конец «театру безвкусицы в муниципалитете Прага-6», заявив: «У Советского Союза самые большие потери во Второй мировой войне, и эта память не должна быть опорочена». Руководство Компартии Чехии и Моравии (КПЧМ), являющейся в 2019 году одной из парламентских фракций (15 мест в Палате депутатов), тогда приняло постановление: «КПЧМ не согласна с решением руководства городского района Прага-6 от 12 сентября о перемещении памятника маршалу СССР Ивану Степановичу Коневу. КПЧМ на основе исторических фактических событий (об освобождении Чехословакии и, в частности, Праги), требует, чтобы правительство, минобороны и МИД приняли меры для сохранения памятника маршалу Коневу на площади Интербригады в Праге-6».

### После демонтажа
Российский политолог, профессор МГУ С.Ф.Черняховский сравнил главу района Прага-6 Ондрея Коларжа с нацистским наместником Богемии и Моравии обергруппенфюрерром СС Гейдрихом и призвал к его убийству: «Ондржей Коларж – такой же нацистский преступник, как и Генрих Гейдрих. И относиться и поступать по отношению к нему нужно ровно так же. Героем современной Чехии и современной Европы станет тот, кто найдет в себе смелость вынести и привести в исполнение подобный приговор».
В интервью MF DNES, данном в мае 2020 года, министр иностранных дел Чехии Томаш Петршичек высказал своё мнение о памятнике:
Что касается памятника маршалу Коневу, то нужно сказать, что это чешский памятник, который принадлежит пражской администрации. Конечно, этот монумент очень символичен: маршал Конев командовал советскими войсками, которые освободили большую часть Чехословакии, в том числе Прагу. Однако памятник был установлен в 1980 году, через 12 лет после очередной оккупации нашей страны. Поэтому он также символизирует и 1968 год, нормализацию и не в последнюю очередь подавление венгерской революции в 1956 году… Мы не пересматриваем историю. Договор, который мы подписали с Россией, конечно, предполагает, что мы будем достойно обращаться с воинскими памятниками. Но нигде не сказано, где эти памятники должны находиться. Мы снова и снова объясняем российской стороне, что не нарушили своих обязательств, когда перенесли памятник маршалу Коневу.

## Предложения о переносе памятника в другие страны

### Словакия
Бывший премьер-министр Словацкой Республики (тогда ещё единой Чехословакии) Ян Чарногурский заявил о готовности перенести памятник маршалу Коневу из Чехии в соседнюю Словакию. В интервью «Международная жизнь» он сказал: «Отношение к памятнику маршалу Коневу особое... И мы хотим установить его на частном участке, чтобы не повторилось что-нибудь похожее на ситуацию в Праге».
Официальный представитель МИД России Мария Захарова выразила благодарность Чарногурскому, но дала понять что памятник не следует переносить из Праги:
Мы признательны экс-премьеру Словацкой Республики Чарногурскому, который обратился к муниципальным властям Праги-6 с предложением выкупить установленный в этом районе памятнику маршалу Советского Союза Коневу с целью его переноса и установки в Словакии. Вместе с тем мы подтверждаем нашу позицию в отношении памятников, они сохраняют свой смысл в привязке к тем местам, где происходили исторические события, в честь которых они установлены.

### Россия
В апреле 2020 года министр обороны России Сергей Шойгу написал письмо министру обороны Чехии Любомиру Метнару с просьбой передать России памятник маршалу Ивану Коневу: «Прошу Вас как можно скорее передать памятник Российской Федерации. Ожидаем от Вас информацию о месте и времени его передачи. Если решение данной проблемы требует финансовых расходов, мы готовы полностью их оплатить». Однако пресс-секретарь Министерства обороны Чехии Ян Пейшек в своём ответе пояснил, что «памятник не наш, и поэтому мы не можем пойти навстречу российской стороне. Мы не можем передать то, что нам не принадлежит. Речь не идёт о военном захоронении. Памятник является собственностью Прага-6». Согласно заявлению представителя МИД Чехии Зузаны Штиховой: «перемещение памятника не нарушает ни один из действующих международных договоров между Чехией и Россией».
Члены семьи маршала Конева организовали акцию по сбору подписей за перенос памятника в Россию и на онлайн-платформе Change.org появилась петиция под названием «Семья за перенос памятника Маршала Советского Союза Ивана Конева из Праги (Чехия) в Москву». По мнению младшей дочери маршала Натальи Коневой, логично было бы установить памятник на московской улице Маршала Конева. Она также сказала:
Мы, члены семьи Ивана Степановича Конева, начали сбор подписей за то, чтобы вернуть памятник домой. Эта моя мечта. Я об этом не говорила раньше, потому что была надежда, что памятник останется в Праге на своём месте, где он находился несколько десятков лет. Но люди, которые считают, что роль Красной Армии надо вычеркнуть из истории, решили снести памятник. И это вынуждает нас прибегнуть к помощи общественных движений, людей разного возраста, чтобы они ратовали перед нашим государством, собирали подписи в поддержку инициативы, как мы её называем, „Вернём маршала домой!“.

### Комментарии
1. ↑  В 1978 году рицин был использован КГБ Болгарии для убийства диссидента Георгия Маркова.  Устройство для введения рицина было изготовлено КГБ СССР
2. ↑  Гейдрих был убит 27 мая 1942 года в результате покушения агентов британского Управления специальных операций
3. ↑  Комментарий Википедии: УК РФ Статья 280. Публичные призывы к осуществлению экстремистской деятельности, [...] совершенные с использованием средств массовой информации [...] наказываются принудительными работами на срок до пяти лет с лишением права занимать определенные должности или заниматься определенной деятельностью на срок до трех лет или без такового либо лишением свободы на срок до пяти лет с лишением права занимать определенные должности или заниматься определенной деятельностью на срок до трех лет.